# DipTrace
DipTrace — українське програмне забезпечення EDA/CAD для розробки електронних схем, друкованих плат (PCB) та симуляції роботи електронних пристроїв.

## Опис

### Модулі
- Schematics — редактор принципових схем[4];
- PCB Layout — редактор друкованих плат[5][6][7];
- 3D Preview — редактор 3D-моделі у зібраному стані з можливістю експорту у різні формати;
- Libraries — бібліотека радіоелектронних елементів та компонентів, з редактором елементів для створення власних елементів і бібліотек елементів[8][9][10].

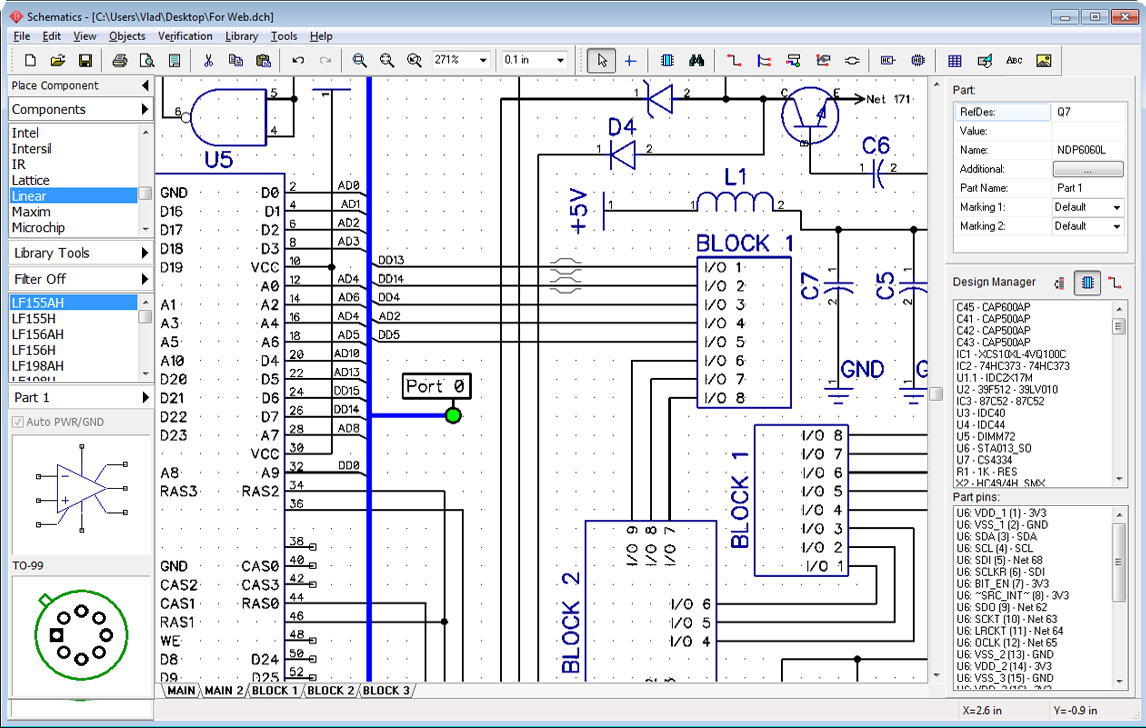
DipTrace Shematics
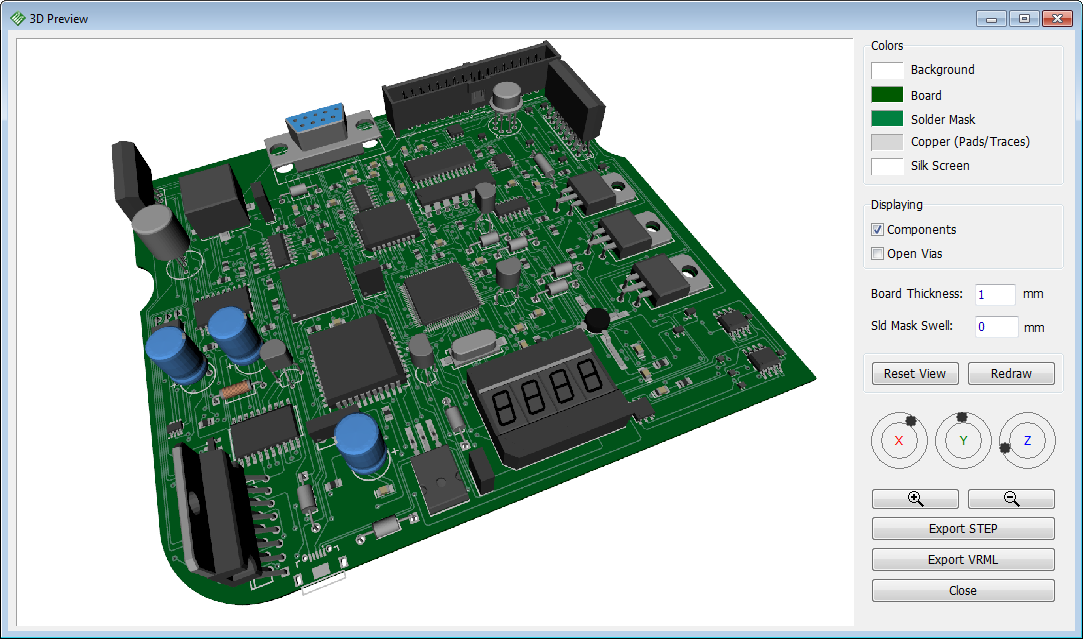
DipTrace 3D Preview

Для симуляції використовується рушій SPICE.
Окремою програмою є DipTrace Viewer — безкоштовний переглядач файлів DipTrace.

### Формати файлів
Підтримується імпорт та експорт популярних форматів, таких як G-code, Gerber, DXF, PDF.
Окрім основних форматів є експорт та імпорт форматів інших подібних програм (KiCad, Eagle, Altium Designer, P-CAD, Proteus Design, тощо).

## Версії
DipTrace має кілька версій залежно від потреб користувачів:
- Military Full — безкоштовна, для потреб оборонно-промислового комплексу України[12][13][14].
- Academic Full — для академічних установ та освітніх закладів (надається на спеціальних умовах[15]).
- Full — комерційна, без обмежень.
  - Trial — 30-денна тестова версія комерійної DipTrace Full.
- Extended/Standard/Lite — комерційні версії, з різними обмеженнями по кількості елементів.
- Starter — мінімальна комерційна версія, з обмеженням у 300 пінів та 2 сигнальних шари.
- Full Non-profit — платна, необмежена для некомерційного використання.
- Extended Non-profit — платна,  для некомерційного використання з обмеженням у 2000 пінів і 6 сигнальних шарів.
- Freeware — безкоштовна, для некомерційного використання з обмеженням у 300 пінів та 2 сигнальних шари, без 3D моделей.

Версія DipTrace Freeware орієнтована на початківців і її можливосте достатньо для побудови аматорських конструкцій.

## Використання
Нижче наведено неповний список користувачів програми.

### Україна
- Вінницький національний технічний університет[16]
- Житомирська політехніка[17] (має відкритий онлайн-курс на власній платформі Moodle[18])
- Житомирський військовий інститут імені С. П. Корольова[12]
- Відкритий міжнародний університет розвитку людини «Україна»[19]
- Дніпровський державний технічний університет
- Київський політехнічний інститут[20][12][21]
- Державний університет «Київський авіаційний інститут»
- Кременчуцький національний університет імені Михайла Остроградського
- Одеська політехніка[22][23]
- Класичний фаховий коледж СумДУ[24]
- Тернопільський національний технічний університет імені Івана Пулюя[14][25]
- Харківський національний університет радіоелектроніки
- Чернігівська політехніка
- Український державний університет науки і технологій[26]
- Східноукраїнський національний університет імені Володимира Даля[27]

### Австралія
- Університет Дюкейн[28]

### Бразилія
- Університиет Сан-Хосе[29]
- Університет Сан-Паулу[30]

### Великобританія
- Університетський коледж Лондона[31]

### Малайзія
- Університет UCSI[32]

### США
- Массачусетський технологічний інститут[33][34]
- Каліфорнійський технологічний інститут[35]
- Стенфордський університет
- Унверситет Берклі
- Каліфорнійський університет[36]
- Університет Пітсбурга
- Університет Огайо[37]
- Університет Х'юстона[38]
- Колумбійський університет[39]
- Унверситет у Неваді[40]
- Університет Пердью[41]
- Університет Південного Іллінойсу
- Університет у Центральній Флориді
- Університет Санта-Клари[42]
- Університет Мічігану
- Мічіганський університет
- Університет у Буффало[43]
- Вашингтонський університет
- Корнельский університет[44]
- Технологічний універистет Теннесі[45]
- Університет Юніон[46]

### Інші країни
- Воронезький державний університет
- ДонНТУ[47][48]
- Самарський державний університет (з 2019[49])
- Томський політехнічний університет[50]
- Национальний Відкритий Університет "ИНТУИТ"[51]
- Рязанський державний радіотехнічни університет[52]